# George Robotham
George Robotham (* um 1935) ist ein australischer Badmintonspieler. 

## Karriere
Robotham wurde 1965 nationaler Meister in Australien. 1966 startete er bei den British Empire and Commonwealth Games. An der Whyte Trophy nahm er mehrfach zwischen 1959 und 1969 teil.

## Referenzen
- Annual Handbook of the International Badminton Federation, London, 27. Auflage 1969
- commonwealthgames.com.au

| Personendaten    | Personendaten                  |
| ---------------- | ------------------------------ |
| NAME             | Robotham, George               |
| KURZBESCHREIBUNG | australischer Badmintonspieler |
| GEBURTSDATUM     | um 1935                        |